# Biernes (Haute-Marne)
Pour les articles homonymes, voir Biernes.
Biernes, commune déléguée de Colombey-les-Deux-Églises, est une ancienne commune française, située dans le département de la Haute-Marne en région Grand Est.

## Géographie

### Localisation
Biernes, commune déléguée de Colombey-les-Deux-Églises, est située dans le département de la Haute-Marne en région Grand-Est.
À vol d'oiseau, elle se situe à 4,67 km de Colombey-les-Deux-Églises, chef-lieu de la commune. Elle est distante de 23,55 km de Chaumont, préfecture du département. Elle se trouve à 199,9 km de Paris.
Avant sa fusion avec Colombey-les-Deux-Églises, Biernes était limitrophe de quatre communes : Argentolles, Curmont, Harricourt, Lamothe-en-Blaisy, Pratz et Rouvres-les-Vignes.
Parmi ces communes, Argentolles, Harricourt, Lamothe-en-Blaisy et Pratz sont devenues des communes déléguées également de Colombey-les-Deux-Églises.

### Géologie et relief
La superficie de la commune est de 470 hectares.  Son altitude varie d'environ 270 mètres à 338 mètres. L'altitude moyenne se situe à 320 mètres au niveau de la localité.
Le sous-sol géologique de la commune déléguée date du jurassique, avec la présence d'un sol d'argiles, de calcaire et de marne.
Le risque sismique est considéré comme très faible soit en zone 1 selon la carte du zonage définie par le gouvernement
La localité se trouve sur le plateau d'Argentolles.

### Climat
La station climatique la plus proche est celle de Saint-Dizier, situé sur la base aérienne 113 à 41 km à vol d'oiseau au nord d'Argentolles. Une autre station climatique se situe à Ailleville à 17 km de la commune déléguée, mais les données ne sont pas publiques.
| Mois                              | jan. | fév. | mars  | avril | mai   | juin  | jui.  | août | sep.  | oct.  | nov. | déc. | année   |
| --------------------------------- | ---- | ---- | ----- | ----- | ----- | ----- | ----- | ---- | ----- | ----- | ---- | ---- | ------- |
| Température minimale moyenne (°C) | −0,3 | 0,2  | 1,9   | 4,3   | 8,1   | 11,2  | 12,9  | 12,7 | 10,2  | 7,1   | 2,8  | 0,4  | 6       |
| Température moyenne (°C)          | 2,5  | 3,8  | 6,4   | 9,5   | 13,5  | 16,7  | 18,7  | 18,3 | 15,5  | 11,5  | 6,2  | 3,3  | 10,5    |
| Température maximale moyenne (°C) | 5,3  | 7,4  | 10,8  | 14,7  | 18,8  | 22,1  | 24,5  | 23,9 | 20,8  | 16    | 9,6  | 6,2  | 15      |
| Ensoleillement (h)                | 51,1 | 83,7 | 120,9 | 165,1 | 206,7 | 219,4 | 246,3 | 217  | 170,7 | 122,6 | 67,6 | 54   | 1 725,1 |
| Précipitations (mm)               | 74,7 | 61,1 | 65,4  | 55,2  | 75,8  | 72,8  | 66,5  | 70,1 | 64,2  | 68,1  | 72,4 | 80   | 826,3   |

### Voies de communication et transports

#### Voies de communication
Biernes se trouve sur un petit axe secondaire, la route départementale 239, reliant Harricourt (1,3 km) à la route départementale 2 (RD2) (1,4 km). La RD2 permet de joindre Doulevant-le-Château à Colombey-les-Deux-Églises, où elle croise la route départementale 619, qui permet de rejoindre Chaumont, préfecture du département. Cette route départementale est un axe principal à l'écart du village. L'autoroute la plus proche de Lavilleneuve-aux-Fresnes est l'A5 par la sortie 23 (Ville-sous-la-Ferté).

#### Transports
La commune déléguée ne dispose pas d'autres moyens de transport comme le ferroviaire et le transport en commun.
La gare ferroviaire la plus proche est celle de Bar-sur-Aube qui se trouve à 20 km par la route. La commune déléguée est desservie par la ligne 3 (Paris-Est ↔ Troyes ↔ Chaumont ↔ Langres ↔ Vesoul ↔ Belfort) du TER Champagne-Ardenne.

### Urbanisme
La forme urbaine de la commune déléguée ressemble à celle d'un village-rue étirée le long de route départementale 239 reliant Harricourt (1,3 km) à la RD2, mais son habitat est surtout groupée autour de l'église du village,.

## Toponymie
Le nom de la localité est attesté sous les noms de Sancta Bierna en 1231, Sainte Bierne en 1285, Seinte Bierne en 1285, Bierne en 1447 et Biernne sur la carte de Cassini.
Pour Ernest Nègre, l'origine du nom de la localité vient probablement d'un nom de personne germanique. Ce nom est Avierna, mais l'origine du mot Sainte dans le nom de Biernes entre le XIIe siècle et le XVe siècle est inconnu, car il n'existe aucune sainte du nom de Bierna ou Avierna dans les tables des Acta Sanctorum.

## Histoire
Des fouilles archéologiques ont permis de découvrir sur le territoire de la commune déléguée, une nécropole datant de l'époque mérovingienne, soit entre le Ve siècle et le milieu du VIIIe siècle,.
Biernes est mentionnée dans une charte de 1232, où Guy, seigneur de Vignory cède le tiers de la dîme de la localité l'abbaye de Clairvaux.
La localité forme également une seigneurie particulière, faisant de la baronnie de Voivre regroupant les seigneuries d'Argentolles, de Biernes, d'Harricourt et de Pratz.
Avant la Révolution française, Biernes ressort de la généralité de Châlons, de l'élection et de la prévôté de Bar-sur-Aube. Elle appartenait également au bailliage de Chaumont. Au niveau ecclésiastique, Biernes et Harricourt formait une unique paroisse, répartie sur les deux localités.  Elle fait partie du diocèse de Langres et de l'archidiaconé de Bar-sur-Aube. Après la période révolutionnaire, elle devient une paroisse succursale d'Harricourt.
Lors de la Révolution française, la paroisse d'Harricourt et Biernes est scindée pour former deux communes indépendantes à la suite du décret du 11 novembre 1789 et de la loi du 14 décembre 1789. Biernes est intégrée au département de la Haute-Marne, au district de Chaumont et au canton de Haute-Marne. En 1801, elle est rattachée au canton de Juzennecourt et à l'arrondissement de Chaumont.
Avec la mise en place du code officiel géographique en 1943, la commune a porté le code commune 52049.
Par arrêté préfectoral du 28 décembre 1972, la commune est rattachée le 1er janvier 1973 à Colombey-les-Deux-Églises sous la forme d'une fusion-association, où elle devient une commune associée à Colombey-les-Deux-Églises.
Par arrêté préfectoral du 30 novembre 2016, la création de la commune nouvelle de Colombey-les-Deux-Églises, pour le 1er janvier 2017, entraîne la transformation du statut de Biernes en commune déléguée au sein de la nouvelle commune.

## Administration

### Administration municipale
Depuis le 1er janvier 1973, Biernes ne dispose plus d'un conseil municipal et d'un maire, gérant les affaires municipales. Les décisions sont prises en conseil municipal de Colombey-les-Deux-Églises. Avec la fusion-association, elle garde cependant une section électorale, une section du CCAS, un conseil consultatif, une mairie annexe et un maire délégué, ayant autorité sur le territoire de la commune associée.
La transformation du statut de commune associée en commune déléguée au 1er janvier 2017 entraîne la fin du conseil consultatif, du sectionnement électoral et du CCAS, mais Biernes conserve sa mairie annexe et un maire délégué avec la possibilité de l'institution d'un conseil de la commune déléguée par la commune nouvelle.
Les habitants de Biernes disposent également d'une liste électorale propre et d'un bureau de vote dans la mairie annexe, pour les élections.

### Liste des maires
La liste ci-dessous recense le nom des maires avant la fin de son autonomie au 1er janvier 1973 :
| Période                                  | Période | Identité               | Étiquette | Qualité |
| ---------------------------------------- | ------- | ---------------------- | --------- | ------- |
|                                          | 1797    | Claude Lefoeure        |           |         |
| 1797                                     | 1799    | Philippe Bertin        |           |         |
| 1799                                     | 1801    | Jean Rolland           |           |         |
| 1801                                     | 1801    | Jean Claude Lefoeure   |           |         |
| 1801                                     | 1830    | Claude Lefoeure        |           |         |
| 1830                                     | 1838    | Joseph Nicolas Rolland |           |         |
| 1838                                     | 1884    | Jean Baptiste Rolland  |           |         |
| 1884                                     | 1909    | Théophile Bertin       |           |         |
| 1909                                     | 19?     | Octave Piot            |           |         |
| Les données manquantes sont à compléter. |         |                        |           |         |

### Liste des maires délégués
La liste ci-dessous indique le nom des maires délégués depuis le 1er janvier 1973 jusqu'à aujourd'hui :
| Période                                  | Période   | Identité               | Étiquette | Qualité                                   |
| ---------------------------------------- | --------- | ---------------------- | --------- | ----------------------------------------- |
| ?                                        | mars 2014 | Luc Gauthier           |           |                                           |
| mars 2014                                | En cours  | Marie-Christine Ingret |           | Retraitée Réélue pour le mandat 2020-2026 |
| Les données manquantes sont à compléter. |           |                        |           |                                           |

### Instances judiciaires et administratives
Les habitants de Biernes relèvent de la juridiction du tribunal de grande instance de Chaumont (préfecture du département), du tribunal administratif de Châlons-en-Champagne et de la Cour d'appel de Dijon,.
En matière de commerce, les habitants de Biernes relèvent également de la juridiction du tribunal de commerce de Chaumont qui ressort du tribunal de grande instance de Dijon.
La commune déléguée est du ressort de la circonscription de gendarmerie de la brigade de proximité de Colombey-les-Deux-Églises.

## Population et société

### Démographie
Avant la mise en place des recensements individuels, les registres paroissiaux de Biernes, connus à partir de 1724, indiquent une population avec Harricourt de 46 feux en 1709, soit environ 230 habitants. Le nombre de feux, incluant également Harricourt, passe à 50 feux, soit 250 habitants en 1720. Ce chiffre reste stable en 1753 et en 1763.
L'évolution du nombre d'habitants est connue à travers les recensements de la population effectués dans la commune entre 1793 et 1973, dans la commune associée de 1973 à 2016 et dans la commune déléguée depuis 2017. À partir de 2006, les populations légales des communes sont publiées annuellement par l'Insee. Le recensement repose désormais sur une collecte d'information annuelle, concernant successivement tous les territoires communaux au cours d'une période de cinq ans. Pour les communes de moins de 10 000 habitants, une enquête de recensement portant sur toute la population est réalisée tous les cinq ans, les populations légales des années intermédiaires étant quant à elles estimées par interpolation ou extrapolation. Pour la commune déléguée, le premier recensement exhaustif, lié à celui de Colombey-les-Deux-Églises, entrant dans le cadre du nouveau dispositif a été réalisé en 2006.
En 2016, la commune déléguée comptait 42 habitants, en augmentation de 10,53 % par rapport à 2011 (Haute-Marne : −2,35 %, France hors Mayotte : +2,44 %).
| 1793 | 1800 | 1806 | 1821 | 1831 | 1836 | 1841 | 1846 | 1851 |
| ---- | ---- | ---- | ---- | ---- | ---- | ---- | ---- | ---- |
| 66   | 71   | 60   | 76   | 73   | 84   | 93   | 96   | 92   |

| 1856 | 1861 | 1866 | 1872 | 1876 | 1881 | 1886 | 1891 | 1896 |
| ---- | ---- | ---- | ---- | ---- | ---- | ---- | ---- | ---- |
| 84   | 78   | 81   | 87   | 92   | 79   | 77   | 62   | 67   |

| 1901 | 1906 | 1911 | 1921 | 1926 | 1931 | 1936 | 1946 | 1954 |
| ---- | ---- | ---- | ---- | ---- | ---- | ---- | ---- | ---- |
| 65   | 63   | 64   | 45   | 54   | 50   | 49   | 48   | 57   |

| 1962 | 1968 | 1982 | 2006 | 2011 | 2016 | 2021 | - | - |
| ---- | ---- | ---- | ---- | ---- | ---- | ---- | - | - |
| 56   | 55   | 30   | 34   | 38   | 42   | 42   | - | - |

### Enseignement
Étant commune déléguée de Colombey-les-Deux-Églises, Biernes est rattachée à l'académie de Reims. Cette académie fait partie de la Zone B pour son calendrier de vacances scolaires.
Aucun établissement d'enseignement n'est présent sur la commune déléguée, mais le groupe scolaire Yvonne de Gaulle à Colombey-les-Deux-Églises, regroupent les élèves de maternelle et de cours élémentaire de l'ensemble de la commune. Il compte 153 élèves en 2017.
Pour le secondaire, les collégiens se rendent au collège du chef-lieu de commune. Les lycées publics d'enseignement général et d'enseignement technique se trouvent à Chaumont. Un lycée privée d'enseignement général et d'enseignement technique est également présent à Chaumont.
Pour l'enseignement supérieur, des établissements se trouvent, dans l'académie de Reims, à Chaumont, à Troyes, à Chalons-en-Champagne et à Reims. Les étudiants peuvent aussi aller vers des établissements situés à Dijon dans l'académie homonyme.

### Santé et service d'urgence
Au 1er janvier 2017, aucun médecin généraliste n'exerce à Biernes, mais un praticien exerce à Colombey-les-Deux-Églises, chef-lieu de la commune. Il en est de même pour l'officine pharmaceutique. Pour des médecins spécialisés et des dentistes, il faut se rendre à Chaumont, ou à Bar-sur-Aube. Dans le domaine paramédicale, des infirmières se trouvent, l'un à Colombey-les-Deux-Églises et l'autre à Harricourt.
Pour les hospitalisation, les urgences et la chirurgie, le centre hospitalier le plus proche est celui de Chaumont, mais les habitants peuvent se rendre à celui de Bar-sur-Aube. Les deux EHPAD les plus proches se situent l'un à Maranville et l'autre à Bayel.
Pour la sécurité en matière d'incendie et de sauvetage, les pompiers du centre de secours de Colombey-les-Deux-Églises, rattaché au SDIS de la Haute-Marne, sont compétent.

### Médias et télécommunication
Le quotidien local Le Journal de la Haute-Marne et le journal hebdomadaire Voix de la Haute-Marne diffuse leur journal sur la région de Chaumont et le département de la Haute-Marne.
Parmi les chaines de télévision de télévision numérique terrestre (TNT) accessibles à tous les habitants de Biernes, depuis l'émetteur de Troyes-Les Riceys situé aux Riceys, France 3 Champagne-Ardenne relaient les informations locales. Parmi les nombreuses stations de radio disponibles, on peut citer France Bleu Champagne-Ardenne.
En 2017, l'internet haut débit via la technique ADSL 2+ est possible pour tous les abonnés à un réseau de téléphonie fixe depuis le NRA installée à Colombey-les-Deux-Églises.

### Cultes
Le territoire de la commune dépend de la paroisse Saint Bernard, au sein du diocèse de Langres, au même titre que les trente-une autres paroisses. En 2017, l'église Saint-Pierre-Saint-Paul est l'un des lieux de culte de cette paroisse. Monseigneur Joseph de Metz-Noblat est à la tête du diocèse de Langres depuis 2014.
Concernant d'autres religions, les lieux de cultes les plus proches sont le temple de Chaumont pour les protestants, la synagogue de Troyes pour les juifs et la mosquée de Joinville pour les musulmans.

## Lieux et monuments

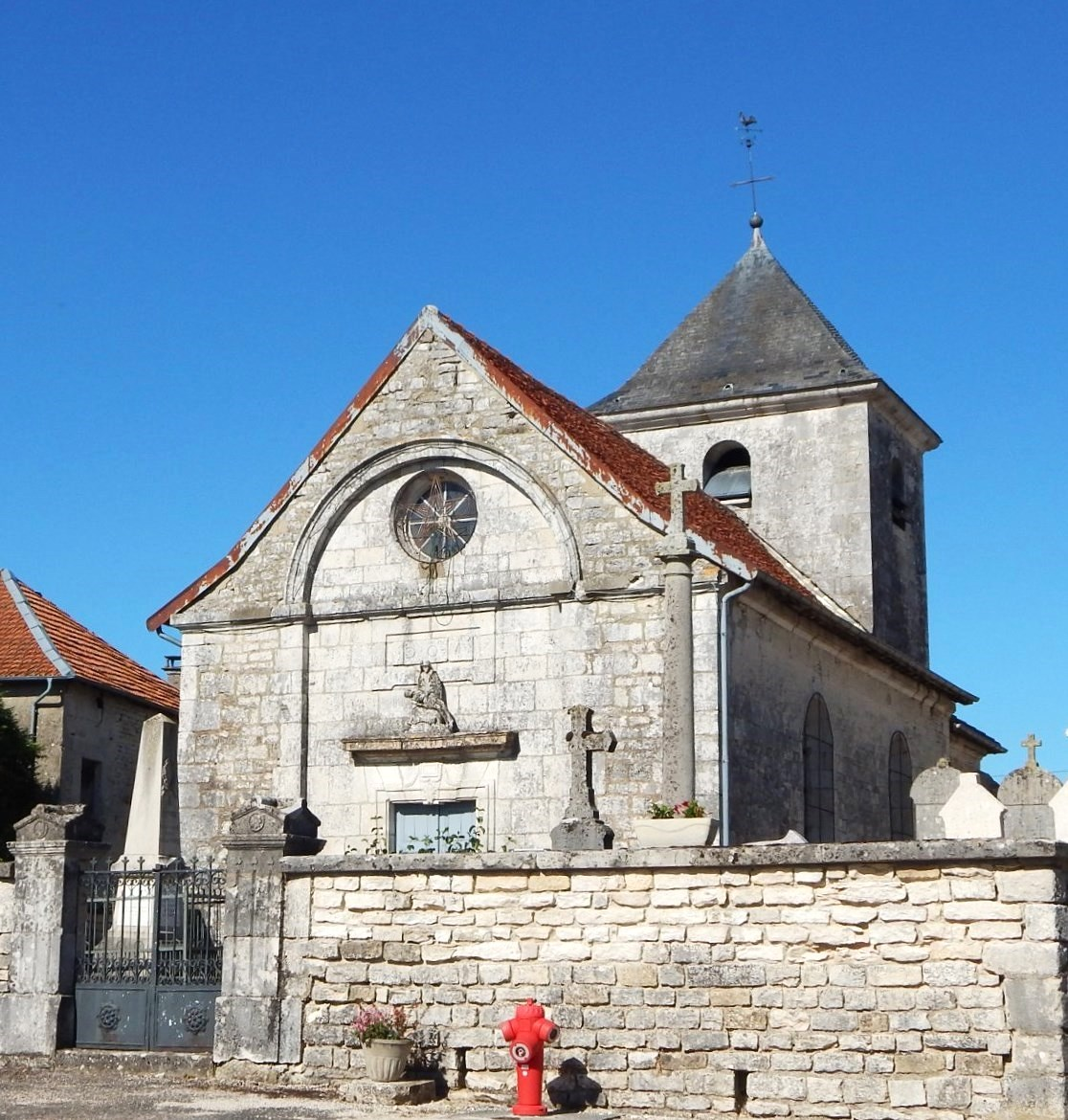
l'église Saint-Pierre-Saint-Paul

L'église paroissiale Saint-Pierre-Saint-Paul date du XVIIIe siècle avec un porche portant la date de 1720. L'édifice a reçu des rénovations ou des aménagements datant du premier quart du XIXe siècle. L'église possède un plan allongé avec un mur extérieur en pierre de taille et de moellons. Elle fait actuellement partie de la paroisse Saint-Bernard du diocèse de Langres, regroupant Colombey-les-Deux-Églises et des communes alentour.